# Walburga Willmann
Maximiliana Valentina Walburga Willmann (geboren am 18. Mai 1769 in Bonn; gestorben am 27. Juni 1835 in Mainz) war eine deutsche Pianistin und Komponistin.

## Leben
Willmann war die Tochter des kurkölnischen Musikers Johann Ignaz Willmann und von Maria Elisabeth geb. Erdmannsdorfer (gest. 1789). Sie war die Schwester des Cellisten und Komponisten Max Willmann und der Sopranistin Magdalena Willmann. Die Sängerin Caroline Willmann (1796–1860) war eine Halbschwester.
Sie soll eine Klavierschülerin Wolfgang Amadeus Mozarts gewesen sein, dies lässt sich jedoch nicht verifizieren. Bereits 1784 gab sie in Wien zusammen mit ihren Geschwistern ihr vom Vater organisiertes Konzertdebüt. Über ein Konzert der drei musikalischen „Wunderkinder“ heißt es 1792:

„Ueberall, wo sie hinkamen, ließ man ihren Verdiensten Gerechtigkeit widerfahren; und ermunterte sie mit herzlich gefälliger Aufnahme und mit angemessenen Geschenken. So in Mainz, Frankfurt, Darmstadt, Mannheim und München. […] Die Aeltere [d. i. Walburga Willmann] weiß in ihrem Klavierspiel viele Fertigkeit mit Präcision und Gefühl zu verbinden.“

1788 erscheint sie als Klavierlehrerin in Frankfurt am Main, ab 1791 war sie, wie schon ihr Vater, in kurkölnischen Diensten und Kammervirtuosin am Bonner Nationaltheater. Am 28. September 1797 heiratete sie in Wien den Librettisten Franz Xaver Huber. Trauzeuge war der Komponist Franz Xaver Süßmayr.
Ab 1800 unternahm Willmann Konzertreisen, nachgewiesen sind Konzerte 1801 in Leipzig, 1802 in Dresden und 1803 in Bonn. 1804 folgte sie ihrem Mann in das Exil, nachdem dieser als Parteigänger Napoleons Österreich verlassen musste. Das Ehepaar hielt sich in den folgenden Jahren in den französisch dominierten Teilen Deutschlands auf, unter anderem in Mainz und in München. Huber starb 1814 in Mainz, sie 1835 im Alter von 66 Jahren ebenda.
Zu ihren Werken gehört ein 1801 in Leipzig komponiertes Klavierkonzert, das nun verschollen ist.